# باول جاكسون (رسام)
باول جاكسون (بالإنجليزية: Paul Jackson)‏ هو رسام أمريكي، ولد في 1968 في لورانس في الولايات المتحدة.